# 化学学会会刊
化学学会会刊（Journal of the Chemical Society）是一种科学期刊。是由英国皇家化学会从1862年开始发行。